# Trofeo delle Regioni 2011
L'edizione 2011 del Trofeo delle Regioni di pallavolo e beach volley si è svolta nei comuni di Torino, Settimo Torinese, San Mauro Torinese, Borgaro Torinese, Cirié e Volpiano, in Piemonte ed è stata organizzata dalla Federvolley Piemonte.

## Risultati
Il torneo di pallavolo maschile è stato vinto dalla rappresentativa del Veneto e quello femminile dal Piemonte. Sulla sabbia invece il Veneto per la seconda volta consecutiva si è aggiudicato il titolo di campione per il beach volley maschile, mentre quello femminile è andato al Piemonte per la prima volta nella sua storia.
I protagonisti indiscussi del torneo sono stati Veneto e Piemonte con due titoli a testa.